# Micrurus silviae
Micrurus silviae är en ormart som beskrevs av Di-Bernardo, Borges-Martins och da Silva 2007. Micrurus silviae ingår i släktet korallormar, och familjen giftsnokar. Inga underarter finns listade i Catalogue of Life.
Denna orm förekommer i Brasilien i delstaten Rio Grande do Sul, i Paraguay och i norra Argentina. Honor lägger ägg.